# Bliss (schweizerische Band)
Bliss ist ein Schweizer A-cappella-Quintett, welches im deutschsprachigen Raum komödiantische Show-Programme mit bekannten Cover-Songs bestreitet.

## Geschichte
Bliss entstand 1999, als man sich am Lehrerseminar Heerbrugg zu sechst zusammenfand, um zum Geburtstag von Tolfos Bruder eine Gesangseinlage einzustudieren. Laut Aussage der Band war das Ergebnis zwar zuerst kein gesangliches Meisterwerk, doch man fand Gefallen am gemeinsamen Singen. Nach ersten kleineren Auftritten folgte 2004 die CD O-Ton und mit Herrlich Dämlich das erste konzipierte Programm, in welchem Männern, nicht ganz ernst gemeint, verschiedene Typen von Frauen näher gebracht werden sollten.
Anschliessend waren Bliss mit ihrem zweiten Programm SuperStern unterwegs, in welchem die Sänger das Catering-Team einer Casting-Show mimen und dem Publikum Schritt für Schritt zu erklären versuchen, wie man ein Superstar (hier 'Superstern') wird. Im Gegensatz zu Herrlich Dämlich wurde der Fokus noch stärker auf die Rahmenhandlung gelegt, zwischen den Lieder wurde nicht nur moderiert, sondern Szenen regelrecht geschauspielert. Dementsprechend fanden sich auf der Website der Band auch nur die Steckbriefe der Bühnenrollen, nicht aber die der eigentlichen Sänger. Premiere feierte das Programm am 27. Oktober 2007, die Dernière fand am 3. Dezember 2010 im Theater Schalotte in Berlin statt. Die CD zum Programm erschien 2009. Neben Auftritten in der Schweiz wurden Bliss mit SuperStern auch im angrenzenden deutschsprachigen Ausland bekannter und hatten erste Auftritte in Berlin oder Bonn. Ausserdem erhielten Bliss mit dem Programm ihr erstes Engagement im Schweizer Tourneetheater Das Zelt.
2011 startete das dritte Programm Euromission. Im Gegensatz zu SuperStern gab es hier nicht nur eine Rahmenhandlung, sondern eine feste Geschichte. Das Programm begleitet eine fiktive Schweizer Vertretung beim Eurovision Song Contest von der Pressekonferenz des Vortages über den Soundcheck bis zur eigentlichen Show. Auch mit Euromission tourten Bliss wieder mit Das Zelt, auch die Premiere fand am 2. Januar 2011 im Rahmen von Das Zelt in Bern statt. Die Dernière war am 20. September 2013 im Bierhübeli, ebenfalls in Bern. Zum Programm wurde 2010 im Vorfeld eine Studio-CD veröffentlicht (nicht komplett deckungsgleich mit der Setlist des Programms und wie bereits SuperStern produziert von Lunik-Gitarrist Luk Zimmermann), sowie 2013 eine im Plaza Zürich aufgenommene DVD, welche zum Zeitpunkt der Dernière erschien. Der Sender SRF1 strahlte am 20. Mai 2013 zudem einen etwa 60-minütigen Mitschnitt der Show aus.
Im November und Dezember 2012 traten Bliss mit ihrem ersten Weihnachts-Programm Merry Blissmas auf, wozu ebenfalls eine Studio-CD veröffentlicht wurde. Es war die erste, welche beim Major Label Universal Switzerland erschien. Im Folgejahr tourte die Band dann mit einer stark überarbeiteten Version unter dem Namen Merry Blissmas – Die zweite Bescherung, welche auch 2014 erneut (wieder unter dem verkürzten Titel Merry Blissmas) aufgeführt wurde. 2013 traten Bliss ausserdem beim A-Cappella-Award Ulm an und belegten den 2. Platz.
Das sechste Programm Die Premiere hatte Premiere am 14. Februar 2014. Rahmenhandlung für die Show war der Echtzeit-Verlauf einer misslungenen Show-Premiere. Nach dem Gebrauch von Bühnennamen bei SuperStern und Euromission verwandten die Sänger erstmals wieder ihre echten Namen auf der Bühne. Auch war, ähnlich wie bei SuperStern, die Rahmenhandlung wieder freier gestaltbar und bot mehr Möglichkeiten zum Vertauschen oder Streichen von Szenen als bei Euromission. Die CD zur Show, welche komplett live aufgenommen wurde und neben Liedern somit auch Moderationen und einstudierte Dialoge enthält, erschien am 25. April 2014 und bescherte Bliss die erste Chartplatzierung der Bandgeschichte. Sie hielt sich eine Woche auf Platz 42 der Schweizer Albumcharts. Die DVD-Aufnahmen zum Programm sollten vom 26.–28. August 2014 in der Lokremise St. Gallen stattfinden, wurden aber im Juni 2014 vorerst verschoben. Aufgenommen wurde die DVD dann am 19. Mai 2015 im Casinotheater Winterthur und veröffentlicht am 26. September 2015. Nach 150 Aufführungen von Die Premiere feierte das Programm am 16. Januar 2016 im Casino in Burgdorf seine Dernière.
Im Juli 2014 traten Bliss bei Vokal.Total Graz, einem internationalen A cappella Wettbewerb, in den Kategorien Comedy und Pop an. In beiden Kategorien erlangten sie den 1. Platz der Jurywertung sowie Golddiplome, in der Kategorie Comedy zusätzlich den Publikumspreis.
Vom 5. bis 23. Dezember 2015 waren Bliss mit einer erneuten starken Überarbeitung ihres Weihnachtsprogramms auf Tour, diesmal unter dem Titel Merry Blissmas – oder was Sie schon immer über Weihnachten wissen wollten. Das Programm enthielt, im Gegensatz zum Start der Programmreihe 2012, nur noch wenige reine Cover von Weihnachtsliedern, sondern stützte sich vor allem auf Cover mit gänzlich neuen Texten sowie längere Sketche. Premiere war im Stadtcasino Basel, Dernière im Das Zelt in Bern. Die Tour umfasste 13 Konzerte an 12 Spielstätten. Sie wurde begleitet von der Veröffentlichung einer weiteren Weihnachts-CD, Merry Blissmas 2, deren Songliste zum Grossteil deckungsgleich mit der 2015er Fassung des Bühnenprogramms ist.
Seit dem 20. Februar 2016 sind Bliss mit Tell's Angels auf Deutschland-Tour. Das Programm besteht musikalisch aus einem Querschnitt der Vorprogramme. Eine feste Rahmenhandlung gibt es diesmal nicht. Die Band spricht auf der Bühne Hochdeutsch. Für den deutschen Markt wurde ebenfalls eine CD unter dem Titel Tell's Angels zusammengestellt, welche sich aus Studio- und Live-Aufnahmen der anderen Veröffentlichungen zusammensetzt und einen Grossteil der Lieder des Programms enthält.
Mit dem Ausstieg von Gründungsmitglied Hiesch im Januar 2016 wurde die Band, die bisher stets als Sextett formiert war, zu einem Quintett.
Das erste reguläre neue Programm ohne Hiesch, "Mannschaft", startet 2016 und wird 2018 auch in Deutschland aufgeführt.
Im Zuge der COVID-Pandemie entwickelt die Band Ende 2020 ein Programm unter dem Titel "Kurzarbeit", welches auch eine Konzertplanung erhält, jedoch aufgrund weiterer Verschiebungen schlussendlich nie aufgeführt wird.
2022 startet die Gruppe ein neues Showprogramm unter dem Namen "Acapulco", mit zahlreichen Auftritten hauptsächlich in der Schweiz.

## Trivia
Wie in der a cappella Branche üblich nehmen Bliss neben Einzelkonzerten an a cappella Festivals, Nächten oder Themenwochen teil, beispielsweise am Pantheon A-Cappella-Festival in Bonn, Sparkassen-A-Cappella-Festival in Dortmund, a-cappella Festival Appenzell, A Cappella Festival Dresden oder Vokal Total A-Cappella-Festival in München. 2011 organisierten Bliss zusammen mit den befreundeten Bands medlz und Viva Voce das Bliss and friends, 1. internationales A-cappella Festival in Murten.
Auf manchen Tracks ihrer Studio-CDs und in seltenen Fällen auch live bedienen sich Bliss Perkussionsinstrumenten, darüber hinaus sind sie eine reine a cappella Band.
Aufgrund ihrer Gründungsgeschichte werden Bliss von der Presse gerne als «singende Lehrer» bezeichnet. Bis auf Galliker und Szlovák sind zwar alle in der Vergangenheit Lehrtätigkeiten nachgegangen, jedoch arbeitet heute (Stand 2014) nur noch ein kleiner Teil der Sänger stundenweise in diesem Beruf, denn Bliss ist längst Haupterwerb. Hobi ist zusätzlich als Musical-Sänger tätig und spielte beispielsweise 2011 in Gotthelf – Das Musical bei den Thuner Seespielen sowie 2013/2014 in Moses – Die 10 Gebote des Theaters St. Gallen jeweils die männliche Hauptrolle. Ausserdem war er als Jugendlicher Sänger der Band pregnant. Szlovák war vor seinem Wechsel zu Bliss Sänger in der ungarischen a cappella Gruppe Vocal Faces und trat 2010 bei X-Faktor Hungary an.
2009 drehten Bliss zu ihrem Cover von Wham!s Last Christmas in Saas Fee ein Video, welches das Original eins zu eins nachstellen sollte. Schnitt, Story und Räumlichkeiten sind nahezu identisch, auch der Stil der 80er Jahre (das Original stammt von 1984) wird detailgetreu imitiert.

## Diskografie
Alben
- O-Ton (2004, Eigenverlag)
- SuperStern (2009, Bluff)
- Euromission (2010, Muve)
- Merry Blissmas (2012, Universal)
- Die Premiere (2014, Universal)
- Merry Blissmas 2 (2015, Universal)
- Tell’s Angels (2016, Universal)
- Mannschaft (2017, Bliss Music LLC)
- Quarantäne-Songs (2020, Bliss Music LLC)
- Merry Blissmas Jubiläumsausgabe (2022)

EPs
- Volljährig (2019)

Singles
- Last Christmas (2009, Bluff)
- Kiss (2010, Bluff)

Videoalben
- Euromission (2013, Universal)
- Die Premiere (2015, Universal)